# 외계소년 위제트
《외계소년 위제트》(Widget, the World Watcher)는 1990년 제작된 한·미합작 애니메이션이다원본판은 1991년 USA 네트워크에서 방영되었고, 한국어판은 1992년 KBS 2TV에서 방영되었다. 스토리는 오라이온 행성에서 온 외계소년 위제트가 지구인 어린이들과 사귄다는게 줄거리이다. 환경 문제에 관심을 갖도록 기획되었다.
위제트는 대한민국의 세영동화, 한호흥업, KBS 영상사업단 그리고 미국의 조디악 엔터테인먼트, Calico Creations과 함께 제작에 참여하였다.

## 목소리 출연

### 원본판
- 루시 테일러: 위제트
- 짐 커밍스: 메가통
- 케스 소우시: 브라이언
- 다나 힐: 케빈
- 트레스 맥네일: 라쳇

### 우리말 더빙
- 박은숙: 위제트
- 유해무: 메가통
- 전기병: 크리스틴
- 한인숙: 케빈
- 홍영란: 브라이언
- 장승길: 조디
- 주호성
- 이영주
- 이윤선
- 이지영

## 스탭
- 편집: 최용철, 정동환, 황인규
- C.G: 도경란
- 녹음: 홍유선
- 타이틀: 손세환, 이일구
- 애니메이션: 세영동화, 한호흥업
- 번역: 민숙원
- 캐릭터사업담당: KBS영상개발부
- 연출: 김정옥
- 우리말 제작: KBS영상사업단

## 주제곡
- 작곡: 데일 쉐커
- 채보·편곡: 전정근
- 작사: 민숙원
- 노래: 김봉환, 홍영란

## 방영목록
제1화 고래 대모험
제2화 바다가 보고싶어
제3화 밀림의 왕자
제4화 아마존 대모험
제5화 뻔뻔한 우주밀렵꾼
제6화 돌연변이 무법자
제7화 도둑맟은 메가통
제8화 서커스
제9화 덜렁이 소동
제10화 북극 대탐험
제11화 허풍쟁이 괴물
제12화 레슬링시합
제13화 다시 만난 거북이 부부
제14화 버리기 전에 잠깐
제15화 햄버거 만들기 시합
제16화 가짜 영화 소동
제17화 개미군단의 습격
제18화 유적도둑을 잡아라
제19화 북극 대모험
제20화 늑대소년 브라이언
제21화 악마통을 잡아라
제22화 애완동물 도둑
제23화 메가통작전
제24화 요술할아버지와 용
제25화 사탕나라의 음모
제26화 가짜 위제트
제27화 고릴라 입양소동
제28화 다시만난 캥거루 가족
제29화 지중해의 대모험
제30화 물고기들의 수난
제31화 돌고래 자선쇼
제32화 동물자연공부
제33화 헛풍선 박사의 음모
제34화 유령소동
제35화 말하는 동물
제36화 멋쟁이 거울의 비밀(전편)
제37화 멋쟁이 거울의 비밀(후편)
제38화 미생물 나라
제39화 옛날 옛적에 온 보호대원
제40화 괴물백화점
제41화 최면에 걸린 위제트(전편)
제42화 최면에 걸린 위제트(후편)
제43화 라체트의 퀴즈작전(전편)
제44화 라체트의 퀴즈작전(후편)
제45화 왕이 된 위제트
제46화 말썽쟁이 인질
제47화 쿵광이의 소동
제48화 공기를 팝니다
제49화 장밋빛 안경
제50화 지구를 지켜라
제51화 납치된 메가통
제52화 로봇 소동
제53화 문화재 도둑
제54화 오염된 유령마을
제55화 책속의 역사
제56화 악마통의 음모
제57화 라체트의 놀이동산
제58화 드라큘라 소년의 유혹
제59화 기원의 돌
제60화 도시소년 위제트
제61화 코끼리 유령소동
제62화 기계행성 로텍
제63화 마지막 공룡 하람
제64화 족제비와 여우들
제65화 모전자전(최종회)